# Cognac & Biskotten
Cognac & Biskotten ist der Titel eines Tiroler Literaturmagazins, das vom gleichnamigen Kulturverein in Innsbruck herausgegeben wird und mindestens einmal jährlich erscheint.

## Geschichte
Das Magazin erschien erstmals im Jahr 1998. Bis 2001 hatten die Hefte keine Themenvorgabe. Seither gibt es jeweils ein Überthema, wie beispielsweise Gewalt (Nr. 19, 2004), Kaffeehausliteratur (Nr. 24, 2006) oder Kleinkram (Nr. 33, 2011). Fast von Anfang an gab es immer wieder ungewöhnliche Erscheinungsformen, die nicht dem gängigen Zeitschriftenformat entsprechen. So erschien die Ausgabe 3 1998 als Audiokassette, die Ausgabe 10 als Schriftrolle in einer goldfarben lackierten Semmel und die Ausgabe 30 mit dem Überthema Kindheit als literarischer Papierflieger. Jede Ausgabe des Magazins wird mit öffentlichen Lesungen präsentiert. Die Präsentationsorte korrespondieren mit dem jeweiligen Thema und der Erscheinungsform. So wurde die 38. Ausgabe Festival im August 2015 auf dem Wiesenrock-Festival in Wattens präsentiert; die Texte wurden zu diesem Anlass auf Bierbecher gedruckt.
2013 war eine Einstellung des Magazins geplant. Im Jahr darauf fand zum 16-jährigen Bestehen des Magazins eine Ausstellung Flüchtige Wirklichkeiten – 16 Jahre Literaturmagazin Cognac & Biskotten in der Universitäts- und Landesbibliothek Tirol statt, das Heft erscheint weiter regelmäßig.

## Profil
Cognac & Biskotten zeichnet sich durch seine spielerische Herangehensweise an den Literaturbetrieb aus und gilt durch seine ungewöhnlichen Formen der Veröffentlichung und Präsentation als innovatives Projekt. Das Magazin versteht sich als Veröffentlichungsplattform von Nachwuchsautorinnen aus dem Tiroler und Südtiroler Raum. Es ist sowohl in der Kulturlandschaft des Landes Tirol, als auch in der deutschsprachigen Literaturszene gut vernetzt. Zur Förderung der Neulinge im Literaturbetrieb werden immer wieder bekannte Autoren, wie Birgit Vanderbeke, Kathrin Röggla oder Robert Schindel erfolgreich um eine Veröffentlichung in Cognac & Biskotten gebeten. Auf Präsentationen des Heftes hatten unter anderem Hermes Phettberg, Franzobel und Ulrike Draesner Gastauftritte. Das Magazin will gerade durch diese Kombination von Bekannten und Unbekannten den Dialog innerhalb der Literaturszene fördern.